# Brazilska ratna mornarica
Brazilska ratna mornarica (portugalski: Marinha do Brasil) je pomorska komponenta Oružanih snaga Brazila. Najveća je ratna mornarica u Južnoj Americi. Kapitalni brod je nosač zrakoplova São Paulo (A12) istisnine 32.800 tona. U svom sastavu još ima fregate i korvete, obalne dizel-električne podmornice i mnoga obalna i riječna ophodna plovila.

## Vanjske poveznice
- (port.) Brazilian Navy Službena stranica
- (hrv.) Više o Brazilskoj ratnoj mornarici na internet stranici časopisa Hrvatskog vojnika: Dio 1.  Arhivirana inačica izvorne stranice od 7. ožujka 2014. (Wayback Machine) i Dio 2.  Arhivirana inačica izvorne stranice od 15. prosinca 2014. (Wayback Machine)
- (port.) Poder Naval Brazilski ratni brodovi i zrakoplovi
- (port.) Službena povijest brazilskih ratnih bordova
- (en) History of World's Navy's Plovila Brazilske ratne mornarice